# Duane Da Rocha
Duane Da Rocha Marcé (ur. 7 stycznia 1988 w Brasilii) – hiszpańska pływaczka, medalistka mistrzostw Europy.
Specjalizuje się w pływaniu stylem grzbietowym. Największym jej sukcesem jest złoty medal w mistrzostwach Europy na basenie 25-metrowym w Eindhoven w 2010 roku na dystansie 200 m tym stylem oraz brązowy kilka miesięcy wcześniej na basenie 50 m podczas mistrzostw w Budapeszcie.
Uczestniczka igrzysk olimpijskich w Londynie – 2012 (18. miejsce na 100 i 13. miejsce na 200 m stylem grzbietowym oraz 13. miejsce w sztafecie 4 x 100 m stylem zmiennym).